# سوفي كريستيانسن
سوفي كريستيانسن (بالإنجليزية: Sophie Christiansen)‏ هي فارسة سباق بريطانية، ولدت في 14 نوفمبر 1987 في أسكوت في المملكة المتحدة.

## روابط خارجية
- سوفي كريستيانسن على موقع الاتحاد الدولي للفروسية (الإنجليزية)
- سوفي كريستيانسن على موقع FEI (رابط بديل) (الإنجليزية)
- سوفي كريستيانسن على موقع Paralympic.org (الإنجليزية)
- سوفي كريستيانسن على موقع اللجنة البارالمبية البريطانية (الإنجليزية)